# Автомобильная газонаполнительная компрессорная станция

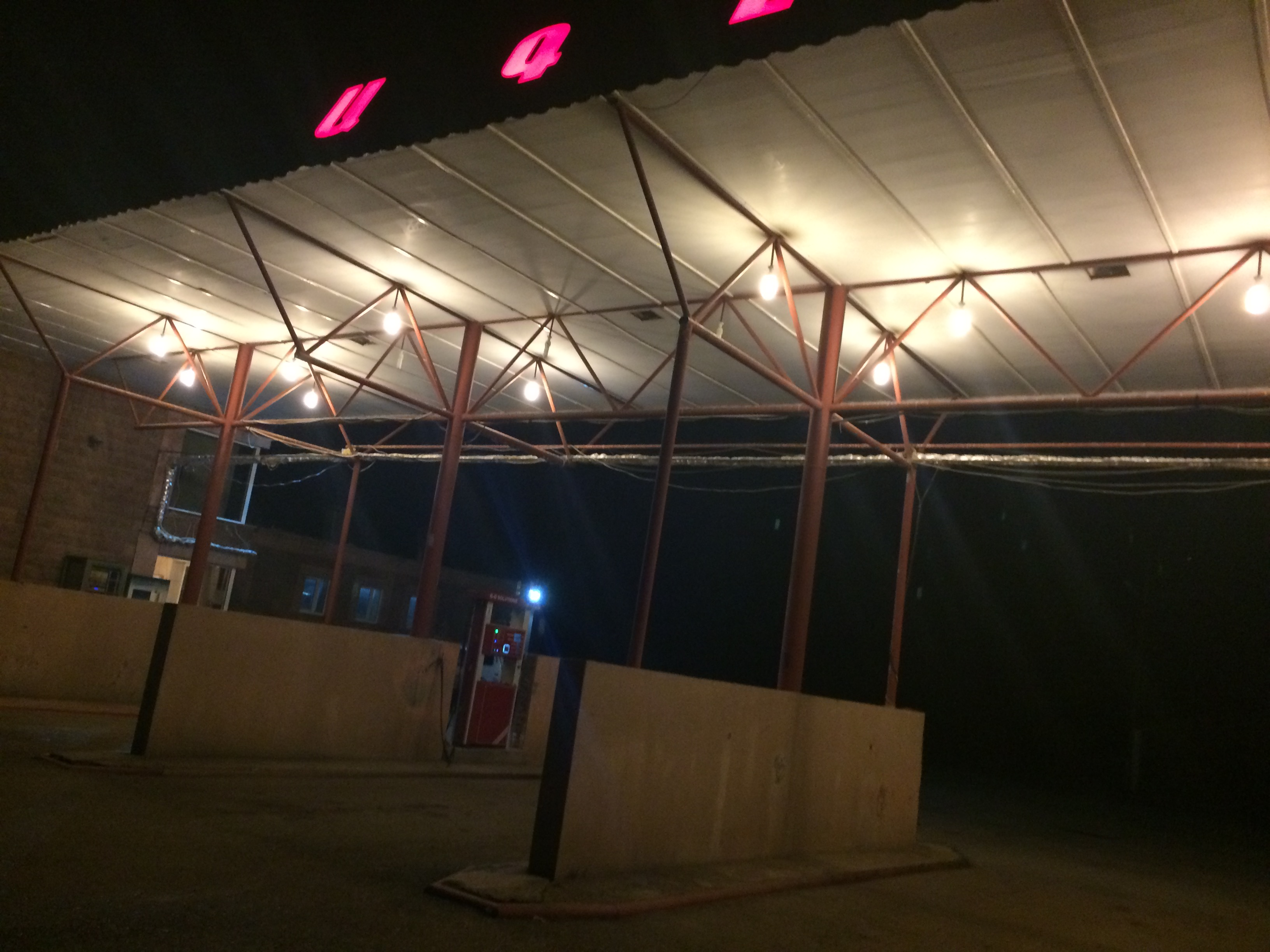
АГНКС в Маралике

Автомобильная газонаполнительная компрессорная станция (АГНКС) (в просторечии-"газозаправка" или "газовая заправка" ) предназначена для заправки газомоторного транспорта природным газом (метаном). Такой транспорт оборудован специальными газовыми двигателями, работающими на сжатом (компримированном) природном газе (КПГ) и оснащен системой газобаллонного оборудования.
Природный газ поступает на АГНКС по газопроводу. На станции газ проходит через систему осушки, при помощи дожимающего компрессора компримируется до 20 МПа (200 атм) и закачивается под высоким давлением в газовые аккумуляторы либо непосредственно в газовые баллоны транспортных средств.

## Виды АГНКС
По степени мобильности различают два вида автомобильных газонаполнительных компрессорных станций:
1) Стационарные АГНКС или классические АГНКС, о которых идет речь в данной статье - размещаются на специально оборудованном участке, требуют возведения капитальных сооружений, транспортировка таких станций исключена;
2) Модульные (контейнерные) АГНКС - отличаются от стационарных тем, что весь комплект оборудования размещается в одном блок-боксе полной заводской готовности (транспортировочных габаритов), устанавливается на готовый фундамент. 
2) Мобильные АГНКС или передвижные автомобильные газовые заправщики (ПАГЗ) - транспортируются к местам эксплуатации с помощью тягача либо на трале, не требуют возведения капитальных сооружений, могут быть легко передислоцированы на новое место;

## История
История возникновения автомобильных газонаполнительных компрессорных станций начинается в 1930-х годах прошлого века. Впервые концепция развития сети АГНКС появилась в Италии и получила дальнейшее развитие во всем мире.
В СССР первые 25 стандартных АГНКС (по проекту, разработанному донецким ЮжНИИгазпром) начали строить в 1984 году (девять из них строили на узловых развязках автомагистралей Москвы, где эксплуатировалось больше всего автомашин с газобаллонным оборудованием).
В 2015 году в мире передвигается более 10 миллионов машин на КПГ. Построено около 9000 АГНКС в разных странах. 

## Состав АГНКС
АГНКС включает следующие блоки:
 — Блок подключения (блок входных кранов) — обеспечивает подачу из газопровода и его учёт.
 — Блок предварительной очистки газа — обеспечивает подготовку параметров газа до уровня, требующего применяемой технологией сжатия.
 — Блок компримирования (компрессорный блок) — осуществляет повышение давления газа из газопровода до требуемых 250 атм.
 — Блок подготовки КПГ — доводит параметры сжатого газа до качества по ГОСТ 27577.
 — Блок аккумуляции — накапливает запас КПГ, идущего на заправку автотранспорта до момента включения компрессора и выхода на режим.
 — Блок редуцирования — снижает давление газа до 200 атм.
 — Газозаправочные колонки — осуществляет заправку автотранспортного средства и учитывает количество газа, отпущенного потребителю.

## АГНКС в России
По состоянию на декабрь 2021 года на территории Российской Федерации действует 433 АГНКС (еще 112 в стадии проектирования или строительства). Такие заправки можно встретить практически во всех субъектах РФ кроме Камчатки, Чукотки, а так же Магаданщины и большинства районов к Якутии к северу от Нижнего Бестяха .

## Происшествия на АГНКС
АГНКС неоднократно подвергалась пожарам и взрывам газа, наиболее известное происшествие произошло в Грозном 12 октября 2024 года. В результате неосторожного обращения с огнём во время перекачки газа из автоцистерны в подземное хранилище произошло возгорание, повлекшее взрыв и пожар. Погибло 4 человека и в первую очередь виновник происшествия.

## Примечание
1. ↑  Вольта Газ | АГНКС и сервис. volta-gas.ru. Дата обращения: 5 февраля 2025.
2. ↑  Короткие корреспонденции // журнал "Техника молодёжи", № 8, 1984.
3. ↑  [Асылбек Аманбекович Батталханов Автомобильные газонаполнительные компрессорные станции, Проблемы, задачи и перспективы // Международный научный журнал . 2015. (дата обращения: 02.11.2015). ].
4. ↑  Р Газпром 2-2.1-487-2010: Оборудование АГНКС — Общие технические требования
5. ↑  Карта АГНКС России. Дата обращения: 12 января 2017. Архивировано 16 января 2017 года.